# 浅香光代
浅香 光代（あさか みつよ、1928年〈昭和3年〉2月20日 - 2020年〈令和2年〉12月13日）は、日本の剣劇女優。東京府東京市神田区（現：東京都千代田区）出身。血液型はB型。本名は北岡 昭子（きたおか しょうこ）。
愛称は「ミッチー」。内縁の夫はコメディアンの世志凡太。

## 経歴
10歳ぐらいの頃、浅香新八郎、森静子らの舞台劇団「新生国民座」に入団、森静子の森をとって芸名「小森昭子」をもらう。1944年（昭和19年）、座長の浅香新八郎が急逝し新生国民座は解散する。1945年（昭和20年）、阪東鶴蔵一座に入り「富士龍子」の芸名をもらう。その後「浅香光代」と名乗り自分の一座を結成する。
新劇団は以前からのプログラム演目に中堅看板役者達を引き継いだものの、知名度の無い劇団の人気は結団暫く低迷していたが、戦局悪化で曖昧な規制対象にされていた女剣劇の復活に携わると、たちまち人々の話題にのぼった。
浅香光代一座はやがて浅草や新宿などの芝居小屋で専属など長期興行を張る中堅人気劇団へ成長した。一座にはのちにてんぷくトリオで有名になる戸塚睦夫・三波伸介などが在籍しており、その幕間には玉川良一らが客演していた。
1954年（昭和29年）、当時浅草で隆盛を極めていたストリップが公然猥褻罪で検挙されるようになると、それに代わる形で女剣劇が再注目され、昭和30年代に不二洋子、大江美智子、中野弘子らと共に女剣劇全盛時代の立役者となる。
1958年（昭和33年）、最初の自叙伝である『女剣劇』（学風書院）を刊行。
1970年（昭和45年）に一座を解散。以後は一女優として、劇の他にテレビのレポーターなどでも活躍した。
1974年（昭和49年）2月から約1ヶ月アメリカを巡業。同年、テレビ「モーニングジャンボ」（TBS）のリポーター、1977年（昭和52年）より「お昼のワイドショー」（日本テレビ）のレギュラーとなる。
1979年（昭和54年）、「演劇舞踊浅香流」を創始。
1987年（昭和62年）、第3回浅草芸能大賞を受賞。
2006年（平成18年）、武蔵野学院大学日本総合研究所客員教授に就任。
2008年（平成20年）、文化庁長官賞を受賞。2009年（平成21年）、旭日双光章を受章。
2010年5月3日、プロレス団体「MAP」の旗揚げ戦に参戦し、高山善廣と対戦した。
2013年、週刊誌上にて19歳のときに30歳以上年上の妻子持ちの政治家との間に子を妊娠し、未婚のまま息子を2人出産したことを告白した。
その後の2014年1月にも、雑誌（『婦人公論』2014年2月7日号）にて20代で出産した隠し子がいることを公表した。子の父親は既婚者の政治家で総理大臣、副総理を歴任した人物（故人）であり、子に対しても名を明かしていないという。
2018年、2月20日で90歳になり5月11日都内のホテルで卒寿を祝う会を行いお祝いに駆けつけた萩本欽一、山東昭子、深谷隆司、亀井静香ら約300人を前に「浅香光代、これからも頑張ります」としっかりとした元気な声であいさつした。
2020年12月13日午前1時47分、入院先の東京都内の病院にてすい臓がんのため死去。92歳没。
生前最後のテレビ出演は2020年12月22日に放送された「アナザーストーリーズ『阿部定事件 〜昭和を生きた妖婦の素顔〜』」（NHK BSプレミアム）。収録は10月8日、生前の阿部定を知る人物として証言した。

## 人物
- 自身の殺陣に絶対の自信を持ち、番組企画等でお笑いタレント等に殺陣や演技指導するという企画に参加することがあった。
- 野村沙知代に剣劇を教えたことで交流があり、舞台でも共演していたものの、『大沢悠里のゆうゆうワイド』の降板前最後の回（1999年3月31日）において、沙知代を批判をしたことがきっかけとなり、沙知代の逮捕（2001年12月）まで続くミッチー・サッチー騒動へと発展。連日に渡り民放各局のワイドショーで取り上げられたことにより、これまでの高年齢者にシフトしていた知名度が若い世代でも認知されるようになった。が、沙知代に対する名誉毀損で2004年に110万円の支払い命令を受けている[24]。また口頭弁論の中で浅香が3歳若く年齢をサバ読みしていたことが明らかになった[25]。

## 出演

### 映画
- 駿河遊侠伝 破れ太鼓（1964年、大映）
- やるぞみておれ為五郎（1971年、松竹）
- ダメおやじ（1973年、松竹）
- 新・女囚さそり 701号（1976年、東映）
- サチコの幸（1976年、日活）
- 六区慕情－浅草六区変遷史（1982年、中日映画社）
- 晴れ、ときどき殺人（1984年、東映）
- 北京的西瓜（1989年、松竹）
- 怖がる人々（1994年、松竹）
- 週刊バビロン（2000年、東映）
- デコトラの鷲 祭りばやし（2003年、オフィスサンヨー）
- ライフ・オン・ザ・ロングボード（2005年、オフィスキタ）
- I am 日本人（2006年、ギャガ・コミュニケーションズ）

### テレビドラマ
- 人形佐七捕物帳 第20話「女難剣難」（1965年、NHK総合）
- 特別機動捜査隊（NET） 
  - 第356話「その母」（1968年） - 浅香光子
  - 第563話「陽のあたる町」（1972年） - おたき
  - 第666話「剣と女」（1974年） - 浅沼光江
  - 第713話「涙の渡り鳥」（1975年） - 安代
  - 第759話「破れ三味線」（1976年） - 小谷ぎん
- ポーラテレビ小説（TBS）
  - 加奈子（1975年 - 1976年） - おたか
  - マリーの桜（1980年） - 常子
- ナショナルゴールデン劇場 / 七色とんがらし （1976年、NET） - 鮫島咲江
- 非情のライセンス 第2シリーズ 第81話「兇悪の暴走族」（1976年、NET） - 三田たつ
- ベルサイユのトラック姐ちゃん 第13話「女は捨て身で勝負する」（1976年、NET）
- 必殺シリーズ（ABC / 松竹）
  - 必殺からくり人・血風編 第2話「非道にたてつく紅い刃」（1976年） - お梅
  - 必殺仕事人 第67話「詣り技 暗闇丑の刻重ね斬り」（1980年） - お種
- あかんたれ（1978年、東海テレビ） - さくら楼の女将
- 早筆右三郎（1978年、NHK総合） - おたか 役
- 探偵物語 第21話「欲望の迷路」（1980年、NTV） - 上野さわ
- 鬼平犯科帳 第3シリーズ 第18話「大川の隠居」（1982年、テレビ朝日 / 東宝） - 加賀屋の女将
- ロボット8ちゃん 第21話「やさしい?やさしい!鬼コーチ」（1982年、CX）
- 暴れん坊将軍シリーズ（ANB / 東映）
  - 吉宗評判記 暴れん坊将軍 第195話「磯の香りはおっかあの味」（1982年） - おふさ
  - 暴れん坊将軍III 第71話「大暴れ! 但馬のヤッサ神輿」（1989年） - お花
- 源九郎旅日記 葵の暴れん坊 第18話「望郷 三田尻 はぐれ鳥」（1982年、ANB / 東映） - おもん
- 魔拳!カンフーチェン（1983年、YTV） - さよ 
  - 激闘!カンフーチェン（1983年、YTV） - さよ
- ドラマ人間模様 / 空き缶ユートピア（1984年、NHK総合）
- 火曜サスペンス劇場（日本テレビ）
  - 悪魔が忍び込む（1985年）
  - 海に埋めた時間 （2000年、FBS）
- クセになりそな女たち（1987年、CX） ‐ 大田川舞
- さすらい刑事旅情編 第17話「潮騒内房線・花売り女の殺意」（1989年、ANB）
- 女流作家シリーズ / 瞼の母殺人事件（1989年、TX）
- 木曜ゴールデンドラマ / 姑・嫁vs嫁・姑 犬猿おんなの仲（1990年、YTV）
- 金曜ドラマシアター / おふくろに…喝采! （1992年、CX）
- 月曜ドラマスペシャル / 火の玉婦長さん物語4 （1994年、TBS）
- さむらい探偵事件簿 第7話「ゴッドマザーの罠」（1996年、NTV）
- 鏡は眠らない 第1話「風呂屋の後妻」（1997年、NHK総合）
- フードファイト 第7話「あなたが僕のお母さん!? 涙のコロッケ対決」（2000年、NTV） - 井原聡子
- 金田一少年の事件簿 第3シリーズ 第6話「速水玲香誘拐殺人事件」（2001年、NTV） - 鏑木葉子
- 女ざかり!!区役所の名探偵2（2001年） ‐ 茂庭幸子
- ぼくが地球を救う 第8話「階段がないじゃん」（2002年、TBS）
- 怪談百物語 第3話「うば捨て山」（2002年、CX）
- 鉄板少女アカネ!! 第6話「秋の味覚! 松茸!! 最後の晩餐対決!!」（2006年、TBS）

### ラジオ
- 大沢悠里のゆうゆうワイド （TBSラジオ） - パートナー、1994年〜1999年3月

### バラエティ
- ライオンのいただきます（フジテレビ）
- めちゃ×2イケてるッ!（｢世界一受けたくない!?授業｣、2009年8月22日）（フジテレビ）

### CM
- 丸美屋食品工業

## 音楽作品

### シングル
- 花の渡り鳥 / おんな役者（1968年、テイチク　SN-642）
- 大利根温泉音頭 / 女の果て（テイチク　44-5）
- 東京百年音頭（フジレコード）
- 度胸花 / ふたり坂（1982年、キャニオンレコード、7A0201）
- あれから二年 / 浅草しぐれ町（1997年9月3日、日本クラウン）
- 人生まだまだ / ひとり旅（2000年10月25日、徳間ジャパンコミュニケーションズ、TKDA72018）
- あんたがストレス（2005年、世志凡太とデュエット）

### その他
- 忠太郎でござんす（ポリドールレコード、J-1020）-　歌：江波孝也、台詞のみ。
- 下町の花（テイチクレコード　SN-1454）-　歌：泉ちどり、台詞のみ。

## 著書
- 『女剣劇』学風書院、1958年、全国書誌番号:58011410
- 『太りすぎよ、さようなら! 浅香式耳飾美容痩身法のすべて』ジェーアンドエー出版、1978年、全国書誌番号:79022403
- 『手さぐりの幸せ』海竜社、1983年、全国書誌番号:84025374
- 『斬って恋して五十年』東京新聞出版局、1991年、ISBN 4-8083-0407-4
  - 『浅香光代 斬って恋して五十年』 日本図書センター〈人間の記録〉、2000年、ISBN 4-8205-5952-4
- 『浅香光代の代謝復活ダイエット』泉書房、2008年、ISBN 978-4-86287-016-2